# Sinabung
Mont Sinabung (en indonesi, Gunung Sinabung) és un estratovolcà d'andesita i de dacita de 2.460 msnm format en el Plistocè i situat a Sumatra Septentrional (Indonèsia). Fins a l'erupció del 29 d'agost de 2010, la darrera fumarola volcànica s'havia produït el 1912 i la darrera erupció volcànica del volcà feia 400 anys. Amb l'erupció del 2010, Sinabung s'uneix a la llista dels volcans que havien estat inactius durant un extens període, com és el cas de Fourpeaked (Alaska) o Eyjafjalla (Islàndia), que han entrat en erupció en els darrers anys.

## Geologia

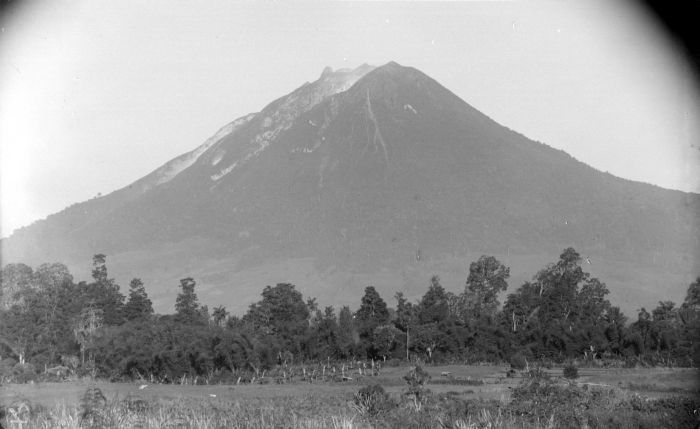
Imatge del Sinabung entre 1914-1919.

Gran part del vulcanisme indonesi prové de l'Arc de la Sonda, creat per la subducció de la Placa australiana sota la Placa eurasiàtica. Aquest arc es limita al nord-oest nord al costat de les Illes Andaman i Nicobar, una cadena de volcans basàltics, i a l'est prop de l'Arc de la Banda, també creat per la subducció.
El Sinabung és un estratovolcà d'andesita i de dacita amb un total de quatre cràters volcànics, dels quals només un és actiu.

## Erupció de l'agost del 2010
El 29 d'agost de 2010, el volcà va experimentar una primera erupció menor després d'uns quants dies de sorolls. Va escopir cendra a l'atmosfera fins al llarg d'1,5 km i la lava va inundar el cràter volcànic. El volcà havia estat inactiu durant segles i l'erupció més recent que va ocórrer va ser aproximadament el 1600.

Segons va explicar el portaveu de l'Agència Nacional per a la Gestió de Desastres Indonesi, més de 27.000 persones van haver d'abandonar les seves llars de la zona propera al volcà. El govern va instal·lar tendes de campanya, cuines i banys d'emergència i també va repartir uns 7.000 màscares. Es va haver de cancel·lar un vol a causa del fum a l'aeroport de Sumatra Septentrional. Almenys hi ha haver dos morts i dos ferits.
El director de l'Agència de Vulcanologia va recomanar a les persones que vivien a la zona de risc en un perímetre de 6 quilòmetres que abandonin les seves cases. Un responsable de sanitat indonesi va informar que uns 2.470 evacuats pel volcà van presentar molèsties com ara inflamació del coll, diarrea i irritació dels ulls.
Dos dies després, el 31 d'agost, els afectats van poder començar a tornar a les seves cases. El director del centre de vulcanologia d'Indonèsia va detectar que la quantitat de fum es va reduir de manera significativa. Tot i que, el director de l'Agència Nacional per a la Mitigació de Desastres va dir que era massa aviat per dir si ja era segur i va informar que el magma encara era actiu, però no significava necessàriament que fos perillós.